# Kościół św. Anny w Kalinówce Kościelnej
Kościół pw. św. Anny w Kalinówce Kościelnej – zabytkowy drewniany modrzewiowy kościół znajdujący się w Kalinówce Kościelnej. Parafia św. Anny należy do Dekanatu Knyszyn Diecezji Białostockiej.

## Historia
Świątynia została wybudowana w latach 1768–1774 na bazie innej, spalonej wcześniej w 1761 roku.

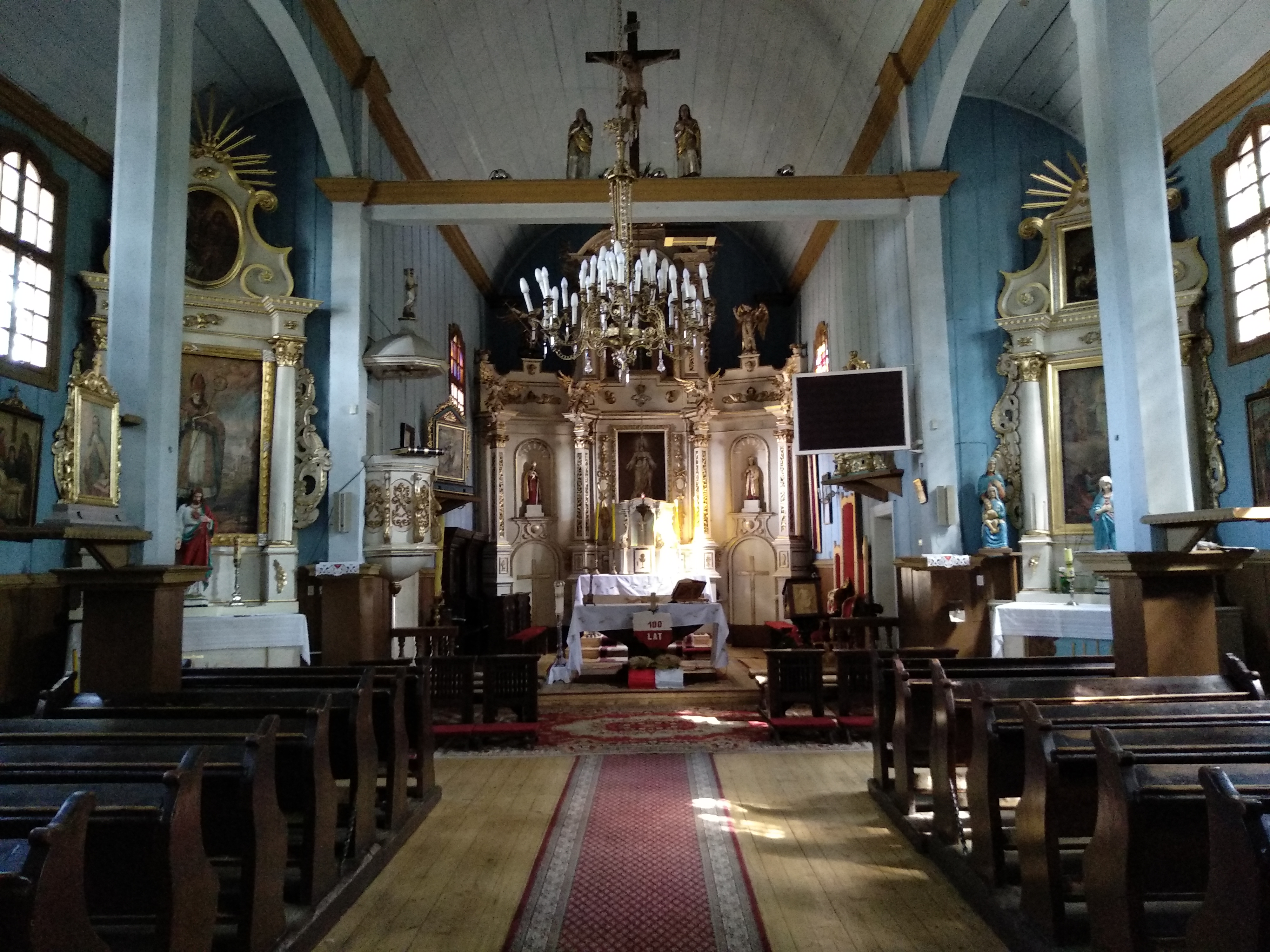
Wnętrze świątyni

## Wyposażenie
Ołtarz główny ozdobiony jest obrazem Matki Boskiej z Dzieciątkiem oraz rzeźby archaniołów datowane na drugie ćwierćwiecze XVII wieku. W lewym ołtarzu znajduje się obraz św. Mikołaja z XIX wieku. Z I połowy XVII wieku pochodzi renesansowe tabernakulum.

## Przypisy

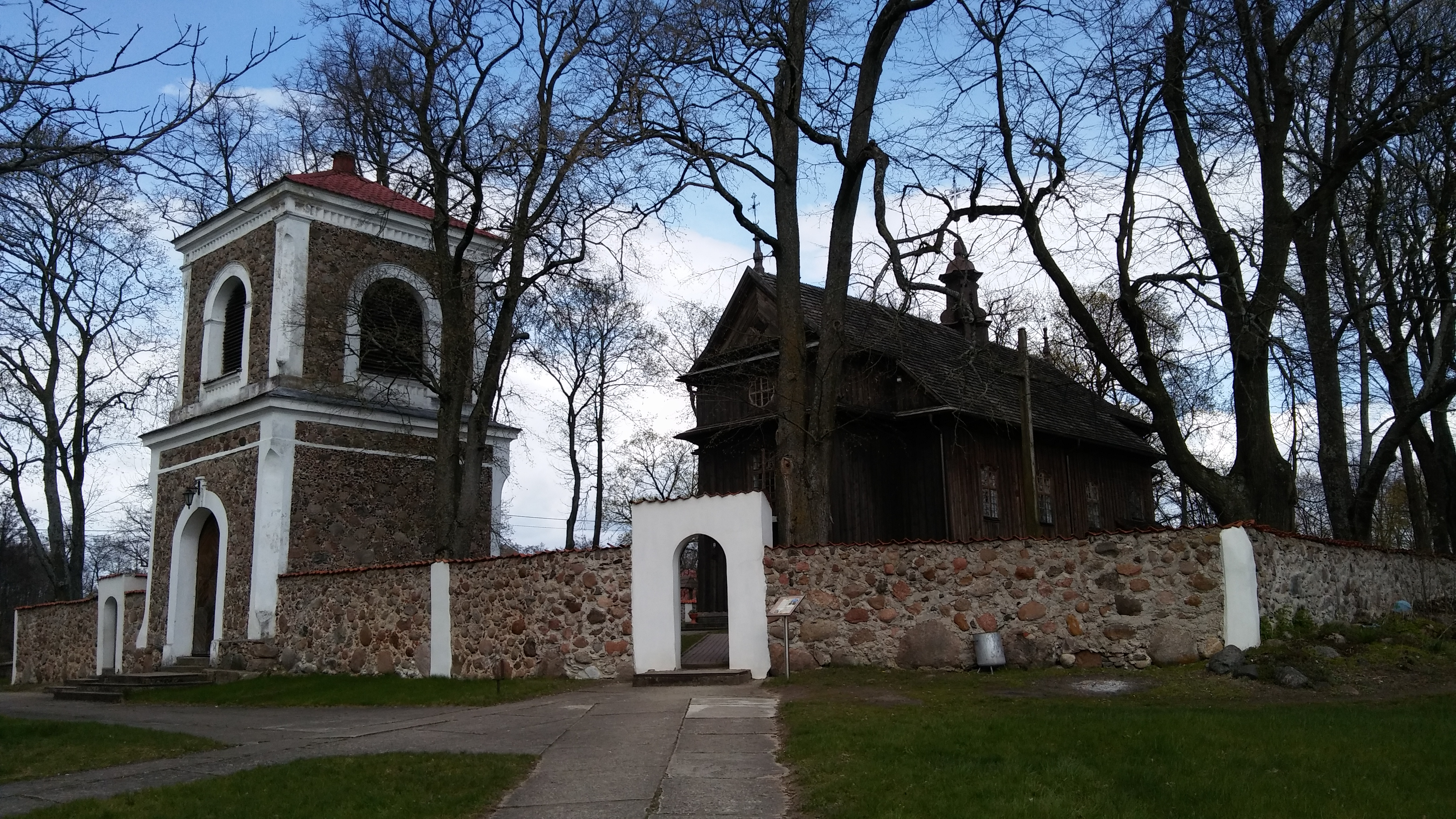
Kościół św. Anny w Kalinówce Kościelnej